# Пол Люка
Пол Люка (на френски: Paul Lucas) е френски пътешественик, търговец, лекар, антиквар и естествоизпитател.

## Биография
Роден е на 31 август 1664 г. в Руан, Франция. През 1688 г. служи във венецианската армия при обсадата на Евбея. През 1696 се завръща във Франция с огромна колекция от медали и други ценности поръчани от Френския кралски кабинет. Това привлича вниманието на кралския двор и много скоро е призован да служи на Луи XIV като пътешественик. Пътува основно в земите на Османската империя, включително из България, Гърция, Турция, Египет и Левант.

## Пътешествия

### 1699 – 1703
От юни 1699 до юли 1703 година, Люка пътува в Египет, Кипър, Персия и Сирия. По време на това пътешествие той става първия европеец, който успява да предостави достоверна информация за горното течение на река Нил, между Кайро и катарактите (естествени широки плитчини между Асуан и Хартум), достигайки чак до руините на древния град Теба.

### 1704 – 1708
Второто му пътешествие трае от октомври 1704 до септември 1708 година и минава през земите на България, Гърция, Македония и Турция. Достига до Палестина, където подробно описва състоянието на Йерусалим, а след това заминава за Северна Африка, където събира подробна информация за историята на Тунис. През 1714 е назначен на позицията Кралски антиквар (Antiquaire du roi).

### 1714 – 1717
Между 1714 и 1717 година, Люка посещава още един път Истанбул, Сирия, Палестина и Египет, минавайки отново през българските земи.

## Трудове
- „Voyage du Sieur paul Lucas au Levant. On y trouvera entr'autre une description de la haute Egypte, suivant le cours du Nil, depuis le Caire jusques aux Cataractes, avec une Carte exacte de ce fleuve, que personne n'avoit donné“, Paris, Guillaume Vandive, 1704; 2 vol.
- „Voyage du Sieur paul Lucas, fait par ordre du Roi dans la Grèce, l'Asie Mineure, la Macédoine et l'Afrique“, Nicolas Simart, Paris, 1712; 2 vol.
- „Voyage du Sieur Paul Lucas, fait en 1714... dans la Turquie, l'Asie, la Syrie, la Palestine, la Haute et la Basse-Égypte, etc...“, Rouen, R. Machuel le jeune, 1719; 3 vol.